# Tláhuac
Tláhuac är en kommun i Mexiko.   Den ligger i delstaten Distrito Federal, i den sydöstra delen av landet, 22 km sydost om huvudstaden Mexico City. Arean är 83 kvadratkilometer.
Terrängen i Tláhuac är platt åt nordost, men åt sydväst är den kuperad.
Följande samhällen finns i Tláhuac:
- San Ignacio de Loyola
- El Paraíso
- La Ciénega
- El Pato
- Rancho las Siete Yuntas
- Ampliación San Miguel
- Tabla los Pozos
- Lomas de Xocotlán
- Xila
- Paraje Xometitla